# Pseudanophthalmus brevis
Pseudanophthalmus brevis är en skalbaggsart som beskrevs av Valentine. Pseudanophthalmus brevis ingår i släktet Pseudanophthalmus och familjen jordlöpare. Inga underarter finns listade i Catalogue of Life.